# Linda Balgord
Linda Balgord (New Lisbon, 18 febbraio 1960 – Naples, 5 marzo 2024) è stata un'attrice teatrale e cantante statunitense, nota soprattutto come interprete di musical a Broadway.

## Biografia
Nata e cresciuta in Wisconsin, studiò recitazione e teatro alla Viterbo University e all'University of Wisconsin–Milwaukee. Dopo la fine degli studi si trasferì a Chicago e cominciò a lavorare sulle scene, esordendo nel musical Sunday in the Park with George. Nel 1990 si trasferì a New York e, dopo aver ottenuto il ruolo della protagonista Rose in Aspects of Love, lasciò la città per recitare nelle tournée statunitensi del musical per due anni.
Tornata a New York, esordì a Broadway nel 1994 nel musical Passion, interpretando una serie di ruoli minori e sostituendo Donna Murphy nel ruolo della protagonista Fosca. Nel 1996 fu scelta da Andrew Lloyd Webber per interpretare Norma Desmond nella prima tournée statunitense del musical Sunset Boulevard; questa prima collaborazione con Lloyd Webber la portò ad essere scelta per interpretare Grizabella a Broadway nel 2000, unendosi quindi all'ultimo cast del musical Cats.
Dopo aver recitato ancora a New York in La Cage aux Folles (2005), nel 2007 interpretò Elisabetta I nel musical The Pirate Queen e per la sua interpretazione ottenne una candidatura al Drama Desk Award. L'anno successivo fu la sostituta di Patti LuPone nel musical Gypsy a Broadway, dove tornò a recitare tra il 2014 e il 2017 nel ruolo di Madame Giry in The Phantom of the Opera. Rimase attiva a teatro anche negli anni successivi, recitando in produzioni regionali di 42nd Street (2018) e Titanic (2023) in ruoli da protagonista.
Linda Balgord morì a Naples, in Florida, il 5 marzo 2024 all'età di 64 anni.

## Vita privata
Nel 1993 si sposò con Andrew Fenton, suo collega in Aspects of Love.